# Rafael Álvarez de Lara
Rafael Álvarez de Lara (1 de marzo de 1981) es un deportista español que compitió en ciclismo de montaña en la disciplina de campo a través para cuatro. Ganó una medalla de oro en el Campeonato Mundial de Ciclismo de Montaña de 2008.

## Palmarés internacional
| Campeonato Mundial | Campeonato Mundial   | Campeonato Mundial | Campeonato Mundial    |
| Año                | Lugar                | Medalla            | Competición           |
| ------------------ | -------------------- | ------------------ | --------------------- |
| 2008               | Val di Sole (Italia) | Medalla de oro     | Campo a través para 4 |